# Natalia Millán
Natalia Millán (Madrid, 27 de noviembre de 1969) es una actriz, bailarina y cantante española.

## Biografía
Empezó a estudiar en la Escuela Universitaria de Artes TAI a la edad de 16 años, recibiendo lecciones de canto, jazz, actuación y baile clásico. Después de especializarse en el mundo de la actuación, trabajó un periodo de tiempo como cantante profesional. Con 18 años ingresa en la Escuela de Ballet Nacional Español, donde estudia con Aurora Pons, Juana Taft y Victoria Eugenia. Siguió perfeccionando su formación clásica y contemporánea en los años siguientes con maestros de la talla de Carmen Roche (fue alumna de esta escuela), expresión corporal con Arnold Taraborrelli y Agustín Belús, actuación con Jorge Eines, Antonio Llopis, Luis Olmos y por fin canto en la Escuela de Música creativa y en la Escuela Popular de Música.
Afianzó su trayectoria en los escenarios españoles con su presencia en la Compañía Teatro de la Danza: La pasión de Drácula, Al fin...Solos, Hazme de la noche un cuento, de Jorge Márquez, Mata-Hari o La Reina del Nilo. Y en la Compañía Nacional de Teatro Clásico, donde interpretó papeles principales en los espectáculos: La gran sultana y Fuenteovejuna.
Participó en la película El Cepo en 1982, interpretando un personaje con su mismo nombre.
Después en 1986 trabajó en el programa de TVE El domingo es nuestro. Intervino en A mi manera, junto con Jesús Hermida y participó en el programa Inocente, Inocente.
En 1987 colaboró con Luis Eduardo Aute en su trabajo discográfico Templo, cantando la poesía Tengo Sed y como corista en canciones como Idiosincrasia.
Participó como bailarina y cantante de un grupo en 1996 en la película Tu nombre envenena mis sueños, de Pilar Miró y seguidamente en la serie de televisión El súper (1996-1999), interpretando el personaje de Julia Ponce. Además, interpretaba las sintonías inicial y final de la serie, que luego fueron publicadas en un CD que salió a la venta en el verano de 1997.
A mitad de la tercera temporada de El Súper, actuó como protagonista en el espectáculo La última aventura, haciendo gira por muchas ciudades de España como Murcia, La Coruña, Bilbao, Valencia y Madrid.
En 2001 actuó en el espectáculo de Fernando Arrabal El cementerio de automóviles junto a actores de la talla de Juan Gea, Carmen Belloch y Alberto Delgado, y en La Música de Jorge Eines, junto a Jesús Noguero.
Después del gran éxito obtenido gracias a El Súper, fue contratada para la serie de Antena 3 Policías, en el corazón de la calle (2000-2001) en la que interpretaba la inspectora Lola Ruiz, y Un paso adelante (2002-2003) en la que dio vida a la profesora de baile clásico Adela Ramos.
En 2003 le ofrecen, por primera vez, un papel como protagonista en la película Nubes de Verano, que se estrenó en las pantallas españolas en abril de 2004. Ese mismo 2003 deja el papel de Un Paso Adelante para volver al teatro interpretando a Sally Bowles en el musical Cabaret. Dos años más tarde participa en la película de Mateo Gil, Regreso a Moira, que formaba parte de la serie Películas para no dormir.
Al final de las tres temporadas de Cabaret en el Nuevo Teatro Alcalá de Madrid en 2006, fue contratada para la película Mi último verano con Marian, bajo la dirección del valenciano Vicente Monsonís, junto con el italiano Fabio Testi, emitida en agosto de 2007 en la cadena catalana TVC.
Entre 2007 y 2010 encarnó el papel de Elsa en la popular serie de televisión El internado.
A principios de 2008 participó como jurado en el programa de Cuatro Tienes talento, versión española del popular programa inglés Britain's got talent.
En mayo del mismo año se estrenó la obra teatral El mercader de Venecia, en la que interpreta a Porcia, bajo la dirección del irlandés Denis Rafter y junto a actores como Fernando Conde, fundador de la compañía teatral Darek Teatro, y Juan Gea.
Participó en la película Sangre de mayo (2008), rodada por la conmemoración del bicentenario de la independencia española de los franceses de 1808 y dirigida por José Luis Garci, en el papel de Anastasia.
En 2009 se pone al frente del musical Chicago y un año más tarde, de nuevo sobre las tablas, protagonizó una nueva versión de la obra de Miguel Delibes Cinco horas con Mario.
Desde septiembre de 2011 interviene en la serie de Televisión española Amar en tiempos revueltos.
El 10 de febrero de 2013, la cadena privada de televisión, Telecinco, anunció que Natalia Millán participaría en el programa ¡Mira quién salta!. El 19 de marzo de 2013, la actriz fichó, solamente para unos pocos capítulos, por la serie Dreamland School que se emitió en Cuatro. Más tarde en abril de 2013, la actriz fichó por Velvet donde Interpreta a Gloria, madrastra de Miguel Ángel Silvestre.
En marzo de 2014, se anunció su colaboración como presentadora junto a Sandra Barneda o Beatriz Montañez entre otras, en el nuevo programa de las madrugadas de Telecinco, Hable con ellas donde se mantuvo hasta finales de junio, mes en el que dejó el programa.
En noviembre de 2015, estrena la serie juvenil Yo Quisiera en Divinity donde interpreta a Isabel, la madre de Lana. Participó en la primera temporada de El Ministerio del Tiempo, encarnado el papel de "Lola Mendieta".
En 2017 ficha por Secretos de estado nueva serie de Telecinco junto con Miryam Gallego, Jesús Castro Romero, Miquel Fernández, entre otros. Desde octubre de ese mismo año protagoniza, en el Teatro Nuevo Alcalá, la obra musical Billy Elliot.
En el año 2020 interpretó el papel de Rosa en la película "Explota Explota", una comedia musical con los éxitos de Raffaella Carrà, dirigida por Nacho Álvarez.
En 2022 interpreta a Violette Morhange en Los chicos del coro, versión de Pedro Víllora basada en la de la película homónima de Christophe Barratier y Bruno Coulais.

### Vida personal
Tiene una hija, Violeta, nacida en 1994.

## Filmografía

### Largometrajes
| Año  | Título                        | Personaje | Director                     | Género          | Duración |
| ---- | ----------------------------- | --------- | ---------------------------- | --------------- | -------- |
| 1982 | El cepo                       | Extra     | Francisco Rodríguez Gordillo | Terror          | 1h 26 m  |
| 1984 | Fiebre de danza               | Mujer     | Manuel Mateos                | Comedia musical | 1h 31 m  |
| 1988 | No hagas planes con Marga     | Ángela    | Rafael Alcázar               | Drama           | 1h 31 m  |
| 1996 | Tu nombre envenena mis sueños | Natalia   | Pilar Miró                   | Drama romántico | 2h 02 m  |
| 2003 | Atraco a las 3... y media     | Eloísa    | Raúl Marchand                | Comedia         | 1h 32 m  |
| 2004 | Nubes de verano               | Ana       | Felipe Vega                  | Drama           | 1h 44 m  |
| 2008 | Sangre de mayo                | Anastasia | José Luis Garci              | Drama           | 2h 32 m  |
| 2020 | Explota Explota               | Rosa      | Nacho Álvarez                | Comedia musical | 1h 56 m  |

### Cortometrajes
| Año  | Título                 | Personaje | Director             | Género | Duración |
| ---- | ---------------------- | --------- | -------------------- | ------ | -------- |
| 1997 | El tiempo perdido      | Natalia   | Norberto López Amado | Drama  | 15 m     |
| 2013 | El paraguas de colores | Ella      | Eduardo Cardoso      | Drama  | 8 m      |

### Series
| Año              | Título                              | Cadena      | Personaje                  | Notas                           |
| ---------------- | ----------------------------------- | ----------- | -------------------------- | ------------------------------- |
| 1996-1999        | El Súper                            | Telecinco   | Julia Ponce                | Elenco principal; 978 episodios |
| 2000             | El comisario                        | Telecinco   | Inspectora Miranda Miranda | 2 episodios                     |
| 2000-2001        | Policías, en el corazón de la calle | Antena 3    | Lola Ruiz                  | Elenco principal; 16 episodios  |
| 2001             | Antivicio                           | Antena 3    | Lola Ruiz                  | Invitada; 1 episodio            |
| 2001             | 7 vidas                             | Telecinco   | Elena Díaz                 | Invitada; 1 episodio            |
| 2001             | Agente 700                          | La 1        | Anastasia Kudepief         | Invitada; 1 episodio            |
| 2002-2003        | Un paso adelante                    | Antena 3    | Adela Ramos                | Elenco principal; 44 episodios  |
| 2003             | Salvaje                             | La 1        | Isabel                     | Telefilme                       |
| 2006             | Regreso a Moira                     | Telecinco   | Moira                      | Telefilme                       |
| 2007             | Mi último verano con Marián         | TV3         | Andrea                     | Telefilme                       |
| 2007-2010        | El internado                        | Antena 3    | Elsa Fernández Campos      | Elenco principal; 70 episodios  |
| 2011             | Los Quién                           | Antena 3    | Elisa Alarcia              | Invitada; 1 episodio            |
| 2011-2012        | Amar en tiempos revueltos           | La 1        | Angelica «Angy» Valdés     | Elenco principal; 176 episodios |
| 2014-2015        | Velvet                              | Antena 3    | Gloria Campos              | Elenco principal; 22 episodios  |
| 2014             | Dreamland                           | Cuatro      | Daniella                   | Elenco principal; 8 episodios   |
| 2015-2017        | El Ministerio del Tiempo            | La 1        | Dolores «Lola» Mendieta    | Elenco recurrente; 9 episodios  |
| 2015; 2018       | Yo quisiera                         | Divinity    | Isabel Madero Montesinos   | Elenco principal; 88 episodios  |
| 2019             | Secretos de Estado                  | Telecinco   | Marisa                     | Elenco recurrente; 12 episodios |
| 2020-2021        | Cuéntame cómo pasó                  | La 1        | Catalina «Cata» Marini     | Elenco recurrente; 16 episodios |
| 2021; 2023; 2025 | Valeria                             | Netflix     | Madre de Víctor            | Invitada; 3 episodios           |
| 2023             | UPA Next                            | Atresplayer | Adela Ramos                | Invitada; 1 episodio            |

### Programas
| Año  | Título                 | Cadena    | Notas                               |
| ---- | ---------------------- | --------- | ----------------------------------- |
| 2006 | Empieza el espectáculo | La 1      | Miembro del jurado                  |
| 2008 | Tienes talento         | Cuatro    | Miembro del jurado                  |
| 2013 | ¡Mira quién salta!     | Telecinco | Concursante, 6.ª finalista          |
| 2014 | Hable con ellas        | Telecinco | Presentadora                        |
| 2016 | Tu cara me suena       | Antena 3  | Invitada como Rita Hayworth (Gilda) |
| 2017 | El gran reto musical   | TVE       | Invitada                            |
| 2019 | MasterChef Celebrity   | TVE       | Invitada                            |
| 2020 | Typical Spanish        | TVE       | Invitada                            |
| 2022 | Mapi                   | TVE       | Invitada                            |

### Teatro
| Año       | Título                          | Personaje            | Notas            |
| --------- | ------------------------------- | -------------------- | ---------------- |
| 1982      | My Fair Lady                    | Bailarina            | Papel menor      |
| 1984      | Jesucristo Superstar            | Chica                | Papel menor      |
| 1989      | Frank V                         | Bailarina            | Papel menor      |
| 1990-1991 | La pasión de Drácula            | Molly                | Papel secundario |
| 1991      | Hazme de la noche un cuento     | Muchacha de blanco   | Papel menor      |
| 1992      | La gran sultana                 | Bailarina            | Papel menor      |
| 1992-1993 | Al fin solos                    | Madre Amparo         | Papel secundario |
| 1993      | Fuenteovejuna                   | Jacinta              | Papel secundario |
| 1999      | La última aventura              | Sisi                 | Papel principal  |
| 2001      | La música                       | Anne Marie Roche     | Papel principal  |
| 2003-2006 | Cabaret                         | Sally Bowles         | Papel principal  |
| 2008-2009 | El mercader de Venecia          | Porcia               | Papel principal  |
| 2009-2010 | Chicago                         | Velma Kelly          | Papel principal  |
| 2010-2014 | Cinco horas con Mario           | Carmen Sotillo       | Papel principal  |
| 2012      | Anfitrión                       | Alcmena              | Papel principal  |
| 2013-2016 | ¿Hacemos un trío?               | Natalia              | Papel principal  |
| 2014-2015 | Donde hay agravios no hay celos | Doña Ana de Alvarado | Papel principal  |
| 2015-2016 | La viuda alegre                 | Hanna Glawari        | Papel principal  |
| 2015-2016 | Windermere Club                 | Señora Nadir         | Papel principal  |
| 2016-2017 | La mentira                      | Alicia               | Papel principal  |
| 2017-2018 | Billy Elliot                    | Mrs. Wilkinson       | Papel principal  |
| 2019-2020 | Clitemnestra                    | Clitemnestra         | Papel principal  |
| 2021      | El mensaje                      | Lucía                | Papel principal  |
| 2022-2023 | Los chicos del coro             | Violette Morhange    | Papel principal  |
| 2023-2024 | Bailo bailo                     | Rosabella            | Papel principal  |

## Premios y nominaciones

### Premio BroadwayWorld Spain
| Año  | Categoría                 | Obra                | Resultado |
| ---- | ------------------------- | ------------------- | --------- |
| 2023 | Mejor Actriz Protagonista | Los chicos del coro | Ganadora  |

### Premios Teatro Musical
| Año  | Categoría                 | Obra                                                                          | Resultado |
| ---- | ------------------------- | ----------------------------------------------------------------------------- | --------- |
| 2018 | Mejor Actriz Protagonista | Billy Elliot el Musical Archivado el 4 de febrero de 2020 en Wayback Machine. | Ganadora  |

### Premios Valle Inclán de Teatro
| Año  | Obra                                                                          | Resultado |
| ---- | ----------------------------------------------------------------------------- | --------- |
| 2018 | Billy Elliot el Musical Archivado el 4 de febrero de 2020 en Wayback Machine. | Nominada  |

### Premios Turia
| Año  | Categoría               | Película        | Resultado |
| ---- | ----------------------- | --------------- | --------- |
| 2005 | Mejor actriz revelación | Nubes de verano | Ganadora  |

### Fotogramas de Plata
| Año  | Categoría              | Obra                  | Resultado |
| ---- | ---------------------- | --------------------- | --------- |
| 2011 | Mejor actriz de teatro | Cinco horas con Mario | Nominada  |
| 2009 | Mejor actriz de teatro | Chicago               | Nominada  |
| 2003 | Mejor actriz de teatro | Cabaret               | Nominada  |

### Premios Teatro de Rojas
| Año  | Categoría                     | Obra                   | Resultado |
| ---- | ----------------------------- | ---------------------- | --------- |
| 2008 | Mejor interpretación femenina | El Mercader de Venecia | Ganadora  |

### Premios Ercilla
| Año  | Categoría                     | Obra                   | Resultado |
| ---- | ----------------------------- | ---------------------- | --------- |
| 2009 | Mejor interpretación femenina | El Mercader de Venecia | Nominada  |